# Upland (Indiana)
Upland és una població dels Estats Units a l'estat d'Indiana. Segons el cens del 2006 tenia 3.758 habitants.

## Demografia
Segons el cens del 2000, Upland tenia 3.803 habitants, 789 habitatges, i 569 famílies. La densitat de població era de 373,6 habitants/km².
Dels 789 habitatges en un 30,5% hi vivien nens de menys de 18 anys, en un 60,7% hi vivien parelles casades, en un 9,1% dones solteres, i en un 27,8% no eren unitats familiars. En el 20,8% dels habitatges hi vivien persones soles el 8,1% de les quals corresponia a persones de 65 anys o més que vivien soles. El nombre mitjà de persones vivint en cada habitatge era de 2,64 i el nombre mitjà de persones que vivien en cada família era de 3,01.
Per edats la població es repartia de la següent manera: un 13,3% tenia menys de 18 anys, un 51,9% entre 18 i 24, un 13,9% entre 25 i 44, un 12,9% de 45 a 60 i un 8% 65 anys o més.
L'edat mediana era de 21 anys. Per cada 100 dones de 18 o més anys hi havia 96,8 homes.
La renda mediana per habitatge era de 36.827$ i la renda mediana per família de 44.712$. Els homes tenien una renda mediana de 32.019$ mentre que les dones 21.845$. La renda per capita de la població era de 11.761$. Entorn del 7,4% de les famílies i el 14,5% de la població estaven per davall del llindar de pobresa.

## Poblacions més properes
El següent diagrama mostra les poblacions més properes.